# Segunda República das Filipinas
A Segunda República Filipina foi o regime político estabelecido nas Filipinas, entre 1943 e 1945, após a ocupação por forças japonesas durante a Segunda Guerra Mundial, substituindo o Commonwealth das Filipinas, que havia governado o país desde 1935 sob a tutela dos Estados Unidos.
O presidente Manuel L. Quezon declarou Manila, a capital, uma "cidade aberta" e deixou-a sob o governo de Jorge B. Vargas, como prefeito. Os japoneses entraram na cidade em 2 de janeiro de 1942 e estabeleceram como capital. O Japão dominou completamente as Filipinas em 6 de maio de 1942, após a Batalha de Corregidor.
A República foi proclamada após a ratificação de uma nova constituição preparada pela Comissão Executiva das Filipinas, o corpo governante temporário estabelecido em 1942 mediante pedido dos ocupantes e presidido pelo advogado Jorge B. Vargas.
Em outubro de 1943, o parlamento elegeu presidente José P. Laurel, político graduado pela Universidade de Tóquio conhecido por sua oposição à política dos EUA.
Em um país dilacerado pela luta dos guerrilheiros leais ao Commomwealth e o exército filipino contra as forças japonesas, o governo da República exerceu o seu poder somente em áreas sob seu controle geralmente por meio de decretos. No final de 1944, a Segunda República Filipina, que abrangia apenas 12 das 48 províncias, impôs a lei marcial e declarou estado de guerra contra os Estados Unidos e o Império Britânico.
Após o desembarque em Leyte das forças comandadas pelo general Douglas MacArthur em 20 de outubro de 1944 que atingiram a capital Manila, o governo de Laurel foi forçado ao exílio em Taiwan e no Japão, onde Laurel proclamou a dissolução do regime após a rendição incondicional do Japão em setembro de 1945.